# Jenny (film, 1936)
Pour les articles homonymes, voir Jenny.
Pour plus de détails, voir Fiche technique et Distribution.
Jenny est un film français réalisé par Marcel Carné, sorti en 1936. Le scénario est tiré du roman de Louis Ribaud, La Prison de Velours (1934).

## Synopsis
Jenny tient officiellement une luxueuse boîte de nuit. En réalité, ce  lieu est une maison de rendez-vous  et de jeux. Jenny a un jeune amant qu'elle entretient. Sa fille arrive à Paris, ignorant tout du métier  de sa mère. Lors d'une visite à la maison de rendez-vous, elle rencontre le jeune  amant...

## Fiche technique
- Titre : Jenny
- Réalisation : Marcel Carné
- Scénario : Pierre Rocher
- Adaptation et dialogues : Jacques Prévert et Jacques Constant
- Photographie : Roger Hubert
- Montage : Emest Hajos
- Musique : Joseph Kosma et Lionel Cazaux
- Décors : Jean d'Eaubonne
- Maquillage : Paule Déan
- Directeur technique : Jean Stelli
- Assistant : Pierre Blondy
- Distribution : Télédis
- Format : Noir et blanc — 35 mm — 1,37:1 — Son : Mono
- Genre : Film dramatique
- Durée : 95 minutes
- Date de sortie : 
  - France : 18 septembre 1936 (à Paris)

## Distribution
- Françoise Rosay : Jenny Gauthier
- Albert Préjean : Lucien Dancret
- Lisette Lanvin : Danielle Bricart
- Charles Vanel : Benoît
- Jean-Louis Barrault : le Dromadaire
- Sylvia Bataille : Florence
- Margo Lion : Mme Vrack
- Roland Toutain : Xavier
- Robert Le Vigan : L'Albinos
- Blanche Beaume : l'infirmière
- Jean Nérys : le médecin
- Pierre Piérade
- Roger Blin : le malade solitaire
- Marcel Mouloudji : l'enfant chanteur des rues
- Pierre Piérade : le malade au jeu de dames
- Génia Vaury : la dame au chien
- Enrico Glori : le fêtard italien
- Raymond Segard : le Fiancé londonien
- Joseph Kosma : le joueur d'harmonium
- René Génin : un clochard
- Daniel Clérice
- Enrico Glori
- Louis Blanche

## Autour du film
- C'est le premier long métrage de Marcel Carné et sa première collaboration avec Jacques Prévert